# خزه سرگین زبانی
خزه سرگین زبانی (نام علمی: Tayloria lingulata) نام یک گونه از تیره خزه‌های سرگین است.
این خزه در نیمکره شمالی از جمله اروپا، آسیا و آمریکای شمالی می‌روید.